# Wanda Wiecha-Wanot
Wanda Wiecha-Wanot (ur. 14 maja 1946 w Dillingen an der Donau) – polska siatkarka, wicemistrzyni Europy z 1967, brązowa medalistka igrzysk olimpijskich w Meksyku w 1968.

## Zarys kariery
Wychowanka Sparty Złotów, była zawodniczką krakowskiej Wisły, w barwach której trzykrotnie (1967, 1969, 1970) zdobywała mistrzostwo Polski, i łódzkiego Startu. W latach 1965–1971 95-krotna reprezentantka Polski. Podczas siatkarskiego turnieju olimpijskiego w 1968 wzięła udział we wszystkich siedmiu meczach polskiej drużyny.
Z zawodu była oficerem milicji.